# 63
Năm 63 là một năm trong lịch Julius. 